# Rdeči baron (skupina)
Rdeči baron je tudi vzdevek Manfreda von Richthofna
Rdeči baron je naziv slovenskega glasbenega ansambla, ki ga je ustanovil tedanji glasbeni urednik na radiu Tomaž Sršen. Pevka skupine je bila Saša Einsiedler. 
Ena večjih uspešnic je bila pesem Ti in jaz.